# Dambulla

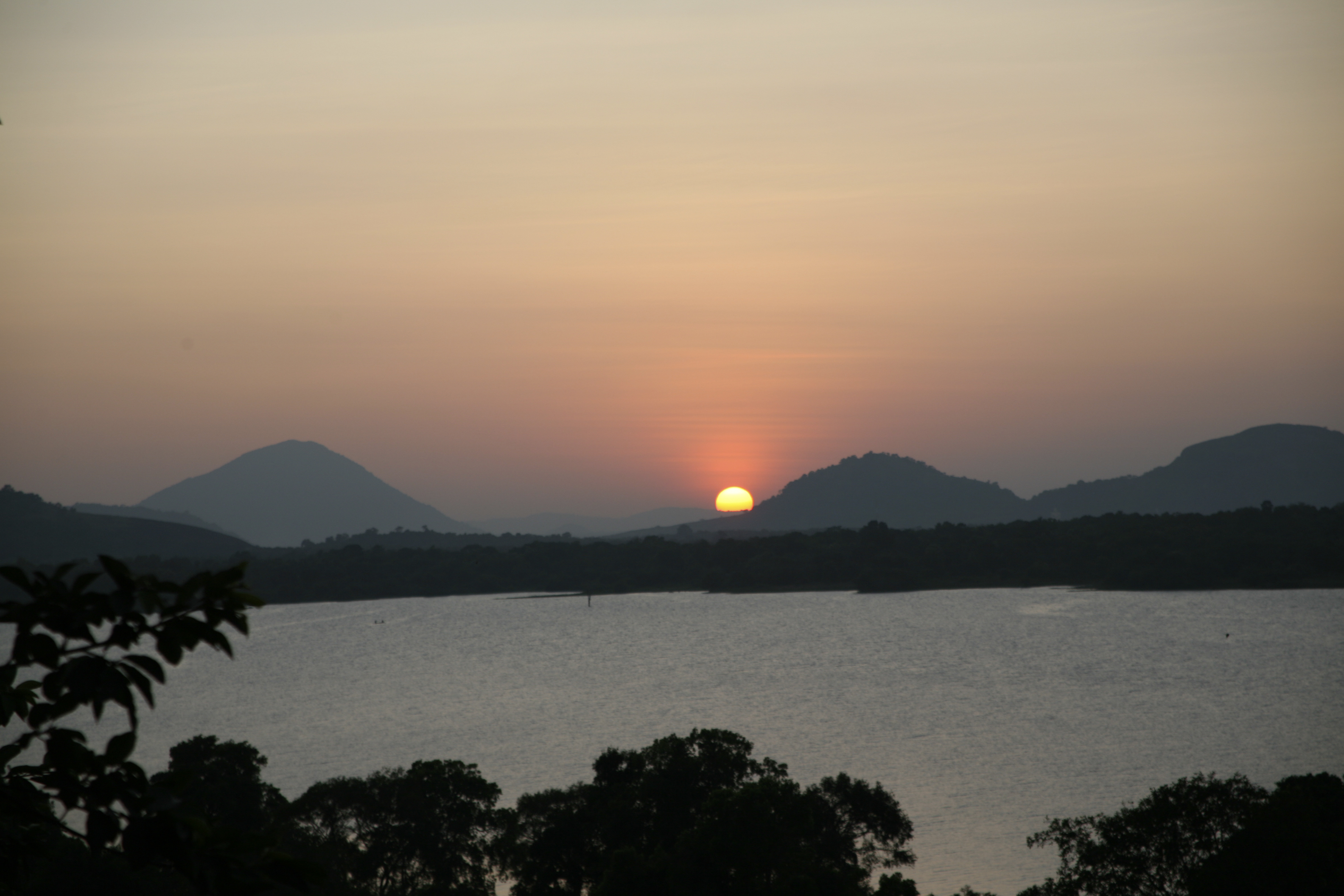
Kandalama (reserva d'aigua)

Dambulla (Singalès: දඹුල්ල Dam̆bulla, Tàmil: தம்புள்ளை Tampuḷḷai) és una ciutat del districte de Matale, Província Central de Sri Lanka, situada a 148 km (92 mi) km al nord-est de Colombo i 72 km (45 mi) km al nord de Kandy. A causa de la seva ubicació a un encreuament important, és el centre de distribució de verdura en el país. La població el 2011 era de 24.433 habitants però la seva àrea metropolitana té prop de cent mil habitants.
Les atraccions importants de l'àrea inclouen la cova amb temple més gran i més ben conservada de Sri Lanka, i el Rangiri Dambulla International Stadium, famós per haver estat construït en només 167 dies. L'àrea també presumeix de la serralada de quars rosa més gran a l'Àsia del sud, i el bosc de fusta de Ferro, o Na Uyana Aranya.
Ibbankatuwa és un lloc d'enterrament prehistòric a prop de Dambulla és el jaciment arqueològic més tardà de importància històrica significativa trobat a Dambulla, el qual és localitzat a 3 km (1.9 mi) km dels temple i cova que proporcionen evidència de la presència de civilitzacions indígenes molt de temps abans de l'arribada d'influència índia a l'Illa.

## Història
L'àrea fou habitada tan d'hora com el VII segle aC i fins al segle iii aC. Les estàtues i les pintures en aquesta cova daten del segle i aC, però tant les pintures com les estàtues van ser reparades i repintades en els segles XI, XII i XVIII dC. Les coves a la ciutat van proporcionar refugi al rei Walagambahu I (també anomenat Vattagamini Abhaya) en el seu exili de 14 anys del regne d'Anuradhapura. Monjos budistes meditaven a les coves de Dambulla en aquell temps proporcionant la protecció al rei exilat. Quan Walagambahu va retornar al tron a Anuradhapura en el segle i aC, va fer construir un temple de roca magnífic a Dambulla en agraïment als monjos locals.
Al Ibbankatuwa, lloc d'enterrament prehistòric proper de Dambulla, (de fa uns 2700 anys) els esquelets humans van ser trobats i l'anàlisi científica va donar evidència de civilitzacions en aquesta àrea molt de temps abans de l'arribada del budisme a Sri Lanka. Evidència de pobles agricultors antics han estat detectats en aquesta àrea per damunt de 2700 anys segons els descobriments arqueològics (750 aC)
Anteriorment fou coneguda com a Dhamballai. Va ser governada per reis com Raja Raja Cola, Rajendra Cola, etc. Durant el seu govern en el segle X tardà i principis del segle xi.

## Temple a la cova de Dambulla
És la cova més gran i més ben conservada dels temple de Sri Lanka. Les torres de roca tenen 160 m (520 ft) metres sobre les planes circumdants. Hi ha més de 80 coves documentades a l'entorn. Les atraccions importants són en 5 coves, les quals contenen estàtues i pintures. Aquestes pintures i les estàtues són relacionades amb Buda i la seva vida. Hi ha un total de 153 estàtues, 3 estàtues de reis de Sri Lanka i 4 estàtues de déus i deesses; aquestes darreres inclouen dues estàtues de déus hindus, Vixnu i Ganeixa. El murals cobren una àrea de 2.100 m². Les pintures a les parets de les coves inclouen la temptació de Buda pel dimoni Mara i el primer sermó de Buda.

### Cronologia de la Cova
- Segle VII a segle iii aC: primers habitants
- Segle I aC:	Pintures i estàtues
- Segle V dC: Construcció de la stupa
- Segle XII dC: S'afegeixen les estàtues dels déus hindus
- Segle XVIII dC: La majoria del que es conserva
- Segle XIX dC: Una cova addicional i alguna restauració
- Segle XX dC: UNESCO restauració i enllumenat....

## Esports

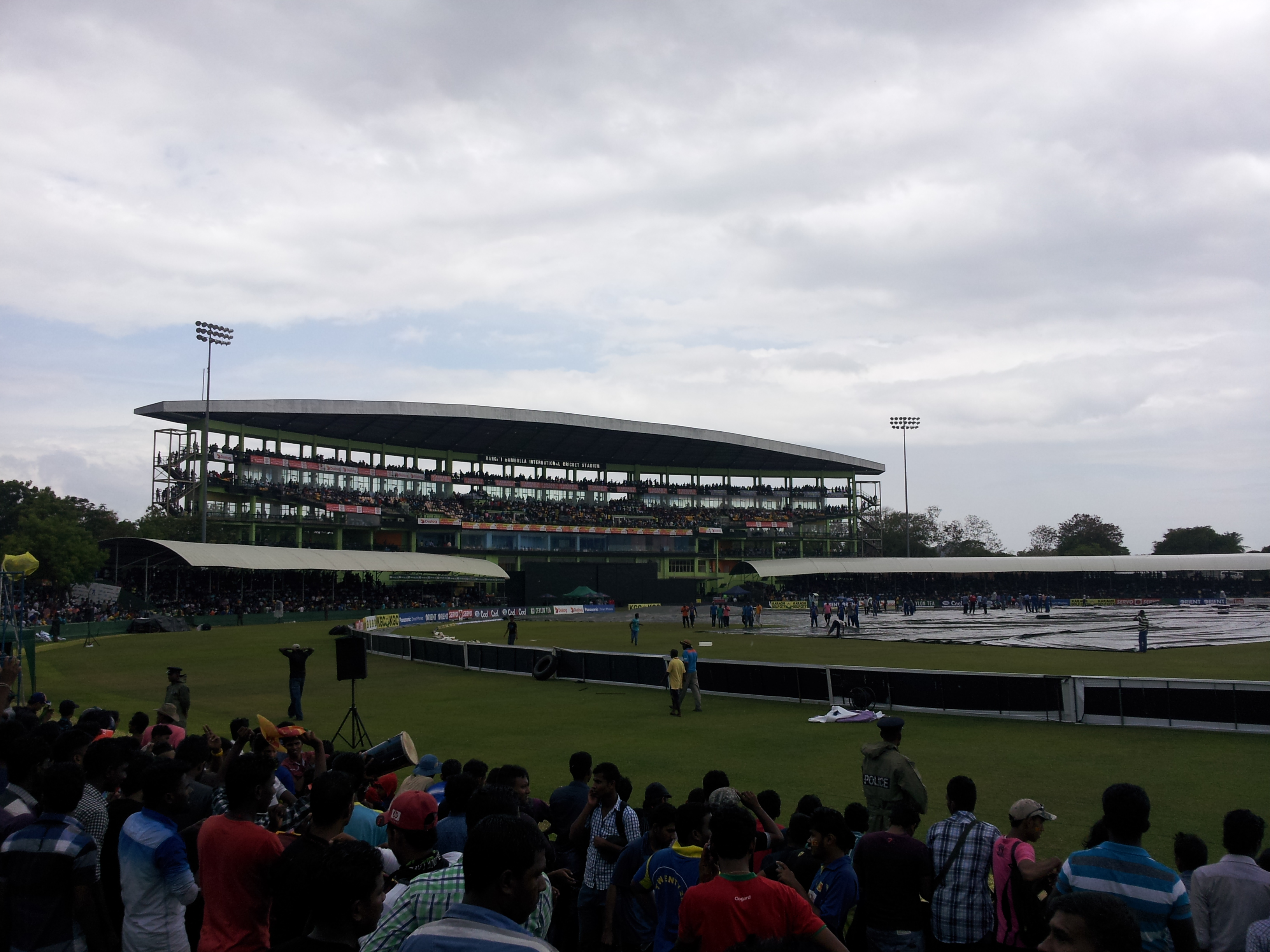
Estadi Internacional Rangiri Dambulla el 2014 durant un partit

El estadi Internacional Rangiri Dambulla és localitzat aquí en un lloc escènic.